# Stara Synagoga w Aleksandrowie Łódzkim
Stara Synagoga w Aleksandrowie Łódzkim – nieistniejąca pierwsza, drewniana synagoga znajdująca się w Aleksandrowie Łódzkim na rogu dzisiejszych ulic Piotrkowskiej i Warszawskiej.
Synagoga została  zbudowana w 1826 roku. Obok sali modlitewnej znajdowało się również pomieszczenie przeznaczone na szkółkę talmudyczną. W późniejszym czasie została zburzona i na jej miejscu w latach 1897–1902 zbudowano nową, murowaną synagogę.